# Dekanat mławski zachodni
Dekanat mławski zachodni – jeden z 28 dekanatów w rzymskokatolickiej diecezji płockiej.
Dekanat powstał mocą dekretu biskupa płockiego Piotra Libery z dnia 18 września 2018 roku dzielącego dotychczasowy dekanat mławski na dwie części.

## Parafie
W skład dekanatu wchodzi 7 parafii:
- Parafia św. Doroty – Bogurzyn
- Parafia św. Mikołaja – Lipowiec Kościelny
- Parafia Matki Bożej Królowej Polski – Mława
- Parafia św. Jana Kantego – Mława
- Parafia Świętej Rodziny – Mława
- Parafia św. Wojciecha – Szreńsk
- Parafia św. Stanisława Kostki – Wojnówka